# Heleen van Royen
Helena Margaretha (Heleen) Kroon (Amsterdam, 9 maart 1965) is een Nederlands romanschrijfster en voormalig columniste. Ze was gehuwd met televisiepresentator Ton van Royen en staat bekend als Heleen van Royen.

## Jeugd en vroege carrière
Toen Van Royen dertien jaar oud was pleegde haar vader zelfmoord door zich in de Sloterplas te verdrinken. Ze volgde het vwo en studeerde daarna in Utrecht aan de School voor Journalistiek. Ze studeerde in 1987 af en werkte vervolgens onder meer bij het Haarlems Dagblad en Radio Noord-Holland.

## Carrière
In 2000 debuteerde Van Royen als romanschrijver met De gelukkige huisvrouw, waarin de zelfmoord van haar vader een grote rol speelt. Haar roman is verschenen in elf verschillende landen, waaronder het Verenigd Koninkrijk, Duitsland, Finland, Noorwegen en Zweden. Ook werd het verhaal bewerkt tot toneelstuk en filmscenario. Op 7 december 2009 ging het toneelstuk in première, geproduceerd door V&V Entertainment. Isa Hoes vertolkte hierin de rol van Lea. De film ging eind 2009 in première; de hoofdrollen van Lea en Harry werden vertolkt door Carice van Houten en Waldemar Torenstra.
In 2003 volgde de roman Godin van de jacht, die werd vertaald in drie talen, waaronder het Duits. Drie jaar later, in 2006, verscheen De ontsnapping. Dit boek is verschenen in dertien verschillende landen waaronder Australië, Noorwegen en Zweden. In 2009 verscheen De mannentester. Naast romans schreef Van Royen columns die in het Parool verschenen.
Naar aanleiding van het verschijnen van haar boek De mannentester zei Van Royen in een interview met het dagblad De Pers op 8 september 2009 dat zij zichzelf ziet als een neofeministe, een hedendaagse versie van Anja Meulenbelt met haar boek De schaamte voorbij (1976).
Tot nu toe zijn de boeken van Heleen van Royen al veelvuldig herdrukt. Zo zijn er in november 2011 de boeken Verzamelde romans I en Verzamelde romans II verschenen. Deze bundels bevatten de romans De gelukkige huisvrouw (tweeëndertigste druk), Godin van de jacht (achtentwintigste druk), De ontsnapping (dertiende druk) en De mannentester (zevende druk).
Van Royen heeft voor De ontsnapping een nominatie voor de NS Publieksprijs ontvangen, ook zijn The Happy Housewife en Escape (Engelstalige vertalingen van De gelukkige huisvrouw en De ontsnapping) genomineerd geweest voor The International IMPAC Dublin Literary Award. Van Royen is daarnaast regelmatig te zien als deelneemster aan televisieprogramma's.
Van maart 2021 tot en met 5 februari 2022 publiceerde ze over haar persoonlijk leven een wekelijke column in het Algemeen Dagblad.

## Affaire-Oudkerk en de tamponfoto
Begin 2004 baarde Van Royen opzien door in een column melding te doen van het pornosurfen, prostitueebezoek en beweerd cocaïnegebruik van de Amsterdamse Partij van de Arbeid-wethouder Rob Oudkerk. De uitspraken werden gedaan door Oudkerk in een gesprek met haar en Tom Egbers. Oudkerk ontkende later het gebruik van cocaïne maar verloor zijn geloofwaardigheid toen bleek dat hij op de tippelzone in het Amsterdamse westelijk havengebied was gesignaleerd, terwijl hij als wethouder onder meer prostitutiebeleid in zijn portefeuille had. Dit alles leidde tot een vertrouwensbreuk in zijn partij (PvdA), waardoor Oudkerk gedwongen werd tot terugtreden.

In 2014 vond in het Letterkundig Museum in Den Haag de tentoonstelling "Heleen van Royen: Selfmade" plaats met foto's van Van Royen, met name naaktselfies. Een foto waarop zij een bebloede tampon uit haar vagina haalde baarde daarbij opzien, evenals een foto waar zij te zien is met sperma in haar haar. Vanwege de media-aandacht (o.a. in De Wereld Draait Door) trok de tentoonstelling veel bezoekers. Ook was de tamponfoto "letterkundig gezien echt interessant hoor", aldus het museum. De foto werd later geveild en bracht 1900 Euro op.

## Privéleven
Begin 2005 verhuisde Van Royen samen met haar zoon, dochter en man naar Portugal. In 2006 liet Van Royen zich samen met haar man naakt fotograferen voor het blootblad Playboy.
Op 14 januari 2013 liet Van Royen via haar uitgever weten dat ze ging scheiden. In maart 2014 nam ze samen met haar nieuwe partner deel aan het televisieprogramma Jouw vrouw, mijn vrouw.
Van Royen heeft een zoon en dochter en drie kleinkinderen.

## Satire
Naar aanleiding van haar boek STOUT uit 2007, dat Van Royen schreef in samenwerking met Marlies Dekkers, werd zij in sommige media geridiculiseerd om de door haar gepropageerde losbandige levensstijl. Dit culmineerde onder andere in de Ode aan Heleen van Royen van de cabaretier Dorine Wiersma, een satirisch lied over de seksuele uitspattingen van Van Royen dat werd uitgezonden in het programma De Wereld Draait Door van 8 maart 2008.

## Bestseller 60
| Boeken met noteringen in de Nederlandse Bestseller 60 | Jaar van verschijnen | Datum van binnenkomst | Hoogste positie | Aantal weken | Opmerkingen         |
| ----------------------------------------------------- | -------------------- | --------------------- | --------------- | ------------ | ------------------- |
| De gelukkige huisvrouw                                | 2000                 | 01-02-2003            | 3               | 72           |                     |
| Godin van de jacht                                    | 2003                 | 17-05-2003            | 1(1wk)          | 72           |                     |
| Je zal er maar mee getrouwd zijn                      | 2003                 | 25-10-2003            | 34              | 12           |                     |
| De ontsnapping                                        | 2006                 | 25-02-2006            | 2               | 47           |                     |
| Stout                                                 | 2007                 | 24-02-2007            | 1(1wk)          | 17           | met Marlies Dekkers |
| Verzamelde romans                                     | 2008                 | 05-07-2008            | 32              | 3            |                     |
| De mannentester                                       | 2009                 | 19-09-2009            | 1(1wk)          | 33           |                     |
| Vulpen                                                | 2010                 | 13-03-2010            | 21              | 6            |                     |
| De naaimachine, over moederschap                      | 2010                 | 01-05-2010            | 17              | 4            |                     |
| Bloed, zweet en tranen                                | 2011                 | 14-05-2011            | 32              | 5            |                     |
| Het grote Heleen van Royen Zomerboek                  | 2011                 | 28-05-2011            | 1(1wk)          | 12           |                     |
| De hartsvriendin                                      | 2013                 | 11-05-2013            | 1(1wk)          | 15           |                     |
| Sexdagboek                                            | 2018                 | 13-06-2018            | 9               | 9            |                     |
| Moeder, dochter minnares                              | 2020                 | 25-11-2020            | 59              | 1            |                     |
| Juice                                                 | 2023                 | 06-09-2023            | 4               | 6            |                     |

## Televisie
| Televisie als deelneemster | Televisie als deelneemster               | Televisie als deelneemster                             |
| Jaar                       | Productie                                | Opmerkingen                                            |
| -------------------------- | ---------------------------------------- | ------------------------------------------------------ |
| 2008                       | Ranking the Stars                        | Panellid                                               |
| 2008                       | De Lama's                                | Gast                                                   |
| 2009                       | Ik hou van Holland                       | Team Peter                                             |
| 2009                       | Wat vindt Nederland?                     | Team 2                                                 |
| 2010                       | 24 uur met...                            | Zit 24 uur opgesloten met presentator Wilfried de Jong |
| 2012                       | Waar is De Mol?                          | Opnames in de Verenigde Staten                         |
| 2013                       | De Jongens tegen de Meisjes              | Team Chantal - Winnende team                           |
| 2016                       | Het perfecte plaatje                     | Eindigde als vijfde                                    |
| 2016                       | Linda's Zomerweek                        | Hoofdgast samen met Ronald Koeman                      |
| 2016                       | Talenten Zonder Centen                   | Opnames in Zuid-Korea                                  |
| 2017                       | Carlo's TV Café                          | Presentatrice van één aflevering                       |
| 2017                       | Celebrity City Trip                      | Vormde een reiskoppel met Victoria Koblenko            |
| 2018                       | The Roast of Johnny de Mol               | Als roaster                                            |
| 2019                       | Dancing with the Stars                   | Viel als eerste af                                     |
| 2020                       | Ik hou van Holland                       | Team Jeroen                                            |
| 2020                       | Vier handen op één buik                  | Deelnemer                                              |
| 2020                       | LEGO Masters                             | Kerstspecial, deelnemers-duo met Bart Meeldijk         |
| 2021                       | Goede tijden, slechte tijden             | Bijrol                                                 |
| 2021                       | De Kist                                  | Gast                                                   |
| 2021                       | Oh, wat een jaar!                        | Team Ruben in het jaar 1981                            |
| 2022                       | Vier handen op één buik                  | Deelnemer                                              |
| 2022                       | De Verraders Halloween                   | Getrouwe                                               |
| 2022                       | Top 4000 Muziekquiz                      | Deelnemers-duo met Stefano Keizers                     |
| 2022-2023                  | Vandaag Inside                           | Tafeldame                                              |
| 2023                       | Wat een Uitvinding!                      | Gastjurylid                                            |
| 2023                       | Upside Down                              | Deelnemer                                              |
| 2023                       | The Connection                           | Deelnemer                                              |
| 2023                       | Rad van het Jaar                         | Gast                                                   |
| 2024                       | Ik hou van Holland                       | Team Jeroen                                            |
| 2024                       | Deze week in de reclame                  | Gast                                                   |
| 2024                       | Code van Coppens: De wraak van de Belgen | Deelnemers-duo met Herman den Blijker                  |
| 2024                       | Wat een dag!                             | Deelnemer                                              |
| 2024                       | Vier handen op één buik                  | Deelnemer                                              |
| 2024                       | Moordfeest                               | Deelnemer, werd ‘vermoord’                             |
| 2024                       | Ons kent Ons                             | Deelnemer                                              |
| 2024                       | Onderaan de streep                       | Deelnemer                                              |

## Projecten
In 2014 bracht Van Royen naar aanleiding van een fototentoonstelling van merendeels erotische foto's - als vastlegging van tijdsmomenten over haar lichaam, stemmingen en seksualiteit - in het Literatuurmuseum in Den Haag, een fotoboek uit: Selfmade, ISBN 9789048821013.
- Bibliothèque nationale de France: cb14404962d (data)
- Digitale Bibliotheek voor de Nederlandse Letteren: roye045
- Gemeinsame Normdatei: 124075754
- International Standard Name Identifier: 0000 0001 2139 1301
- Library of Congress Control Number: nb99162816
- Nationale Bibliotheek van Israël: 987007305082105171
- Nederlandse Thesaurus van Auteursnamen: 192707981
- Système universitaire de documentation: 069775885
- Trove: 1477939
- Virtual International Authority File: 72317277
- WorldCat: E39PBJfX79B4b6qMCY8tF9mKh3